# Neferkaoere
Neferkaoere was een farao van de 8e dynastie van de Egyptische oudheid. Zijn naam betekent "De Ka's van Re zijn schitterend!"

## Biografie
De naam van de koning staat op de Koningslijst van Abydos en de Turijnse koningslijst. In de Turijnse koningslijst wordt aan de koning vier jaar en twee maanden toegeschreven. Dit is precies dezelfde regeringsdata als zijn voorganger, dit kan duiden op een verwarring tussen de twee. Ook is er verwarring tussen Neferkaoere en Hotep of Imhotep een opvolger, gebaseerd op een graffiti op Wadi Hammamat.

## Bron
- Www.narmer.pl